# Список графов и герцогов Гелдерна

Герб графства и герцогства Гелдерн

Герб после 1379 года

Графы и герцоги Гелдерна — правители средневекового феодального государства Гелдерн.

## Графы Гелдерна

### Вассенберги
Первым графом Гелдерна был Герхард I.
- перед 1096—1129 : Герхард I
- около 1129 — около 1131 : Герхард II Высокий, сын предыдущего
- около 1131 — 1182 : Генрих I, сын предыдущего
  - около 1160 — около 1181 : Герхард, регент, сын предыдущего
- 1182—1207 : Оттон I, сын предыдущего
- 1207—1229 : Герхард III, сын предыдущего
- 1229—1271 : Оттон II Тонкий, сын предыдущего
- 1271—1318 : Рейнальд I, сын предыдущего
- 1318—1343 : Рейнальд II Чёрный, сын предыдущего

## Герцоги Гелдерна

### Вассенберги
Во время правления Рейнальда II графство Гелдерн стало герцогством.
- 1318—1343 : Рейнальд II Чёрный,
- 1343—1361 : Рейнальд III Толстый, сын предыдущего, в первый раз
  - 1343—1344 : Элеонора, регент, дочь Эдуарда II Английского, жена Рейнальда II
- 1361—1371 : Эдуард, брат Рейнальда III
- 1371 : Рейнальд III Толстый, во второй раз

После смерти бездетного Рейнальда III началась Война за гелдернское наследство. Герцогством Гелдерн в это время по очереди управляли две его сестры.
- 1371—1379 Матильда (ум. 1384) и Жан (ум. 1381), её третий муж
- 1371—1380 Мария (ум. 1405) и Вильгельм (ум. 1393), её муж

### Второй Юлихский дом
- 1380—1402 : Вильгельм I, сын Марии и Вильгельма II
  - 1371—1377 : Вильгельм, регент, отец предыдущего
- 1402—1423 : Рейнальд IV, брат предыдущего

### Эгмонты
- 1423—1465 : Арнольд, потомок сестры Рейнальда IV
  - 1423—1436 : Жан, регент, отец предыдущего
- 1465—1471 : Адольф, сын предыдущего
- 1471—1473 : Арнольд

Арнольд продал герцогство Гелдерн Карлу Смелому, герцогу Бургундии. После чего Карл Смелый был признан императором Священный Римской империи герцогом Гелдерна.

### Бургундский дом
- 1473—1477 : Карл Смелый
- 1478—1482 : Мария Бургундская, жена Максимилиана

### Габсбурги
- 1477—1482 : Максимилиан, регент при Марии Бургундской
- 1482—1492 : Филипп I Красивый, сын предыдущего

### Эгмонты
Семейство Эгмонтов не отказалось от своих прав на герцогство Гелдерн. Карл Эгмонтский при поддержке французского короля завоевал Гелдерн в 1492 году.
- 1492—1538 : Карл II, сын Адольфа

### Ламарки
- 1538—1543 : Вильгельм II Богатый

### Габсбурги
- 1543—1555 : Карл III
- 1555—1598 : Филипп II, сын предыдущего